# ستارا وودا (ناحیه خب)
ستارا وودا (ناحیه خب) (به چکی: Stará Voda) یک منطقهٔ مسکونی در جمهوری چک است که در ناحیه خب واقع شده‌است. ستارا وودا ۵۴٫۰۲ کیلومتر مربع مساحت و ۴۸۹ نفر جمعیت دارد و ۶۰۵ متر بالاتر از سطح دریا واقع شده‌است.